# Pandanus leuconotus
Pandanus leuconotus är en enhjärtbladig växtart som beskrevs av Benjamin Clemens Masterman Stone. Pandanus leuconotus ingår i släktet Pandanus och familjen Pandanaceae. Inga underarter finns listade.